# Eburia decemmaculata
Eburia decemmaculata es una especie de escarabajo longicornio del género Eburia, tribu Eburiini, familia Cerambycidae. Fue descrita científicamente por Fabricius en 1775.
Se distribuye por Antigua y Barbados, Antillas, Dominica, Guadalupe, Islas Vírgenes Británicas y Martinica.

## Descripción
La especie mide 15-29 milímetros de longitud. El período de vuelo ocurre en los meses de enero, marzo, abril, mayo, junio, julio, agosto y septiembre.